# Oslavy svátku svatého Martina v Evropě
Oslavy svátku svatého Martina v Evropě se od dob raného křesťanství v jednotlivých státech zachovaly v různých podobách. Na území současné Francie, kde byl Martin uctíván již jako biskup Tours ve 4. století, jeho kult téměř vymizel. Renesanci prožívají svatomartinské tradice také ve státech bývalého východního bloku. Evropská místa se svatomartinskou tradicí mapuje od roku 2005 Evropská kulturní stezka svatého Martina (Via Sancti Martini, mezi maďarským Szombathely a francouzským Tours): jižní trasa vede z Maďarska přes Slovinsko, Chorvatsko, Itálii do Francie, od roku 2016 dokončená střední trasa z Maďarska přes Rakousko, Německo, Lucemburk, Belgii do Francie. Plánovaný severní úsek má propojit města Utrecht (Nizozemsko) a Erfurt (Německo). Maďarští autoři projektu iniciovali ve spolupráci s brněnským Svazem Maďarů napojení úseku, který mapuje tradice na západním Slovensku, jižní Moravě (Blansko, Bory, Šatov, Žerotice, Třebíč, Dolní Loučky, Rosice, Zbýšov, Luleč, Dambořice, Násedlovice a Starý Poddvorov) a přilehlém Rakousko: Via Moravia (Szombathely – Holice), Via Bohemia (Jámy – Nicov), stezka po oblasti severního Balatonu s údolím řeky Váh (Szombathely – Horné Zelenice), Via Vindobona (Szombathely – Vídeň).

## Evropské svatomartinské oslavy
Svatomartinské tradice jsou v hojném počtu badatelsky zpracovány především na území rozprostírajícím se od Porýní, Holandska, Belgie až po okrajové části Burgenlandu, Polska a Norska. V alpských zemích se na mnoha místech v předvečer sv. Martina zapaluje martinský oheň, ve Flandrech, jižních a severozápadních částech Holandska, katolických oblastech Německa a v Rakousku se tento svátek často slaví průvodem, ve kterém je obvykle muž na koni, představující sv. Martina, někdy doprovázen svým pomocníkem. Ve státech bývalého východního bloku, kde byly původní tradice na podkladě komunistické ideologie a sekularizace cíleně vyhlazovány, prožívají svoji renesanci (z francouzského renaissance).

### Německo

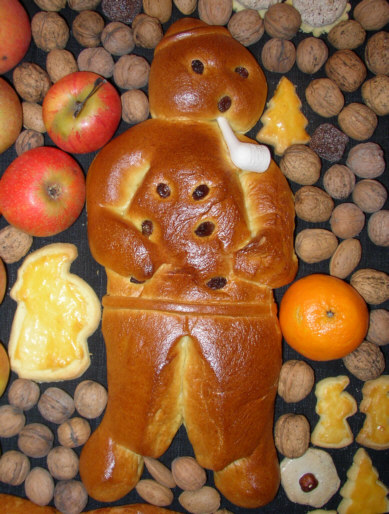
Weckmann (Stutenkerl), svatomartinské pečivo / St. Martins-Gebäck

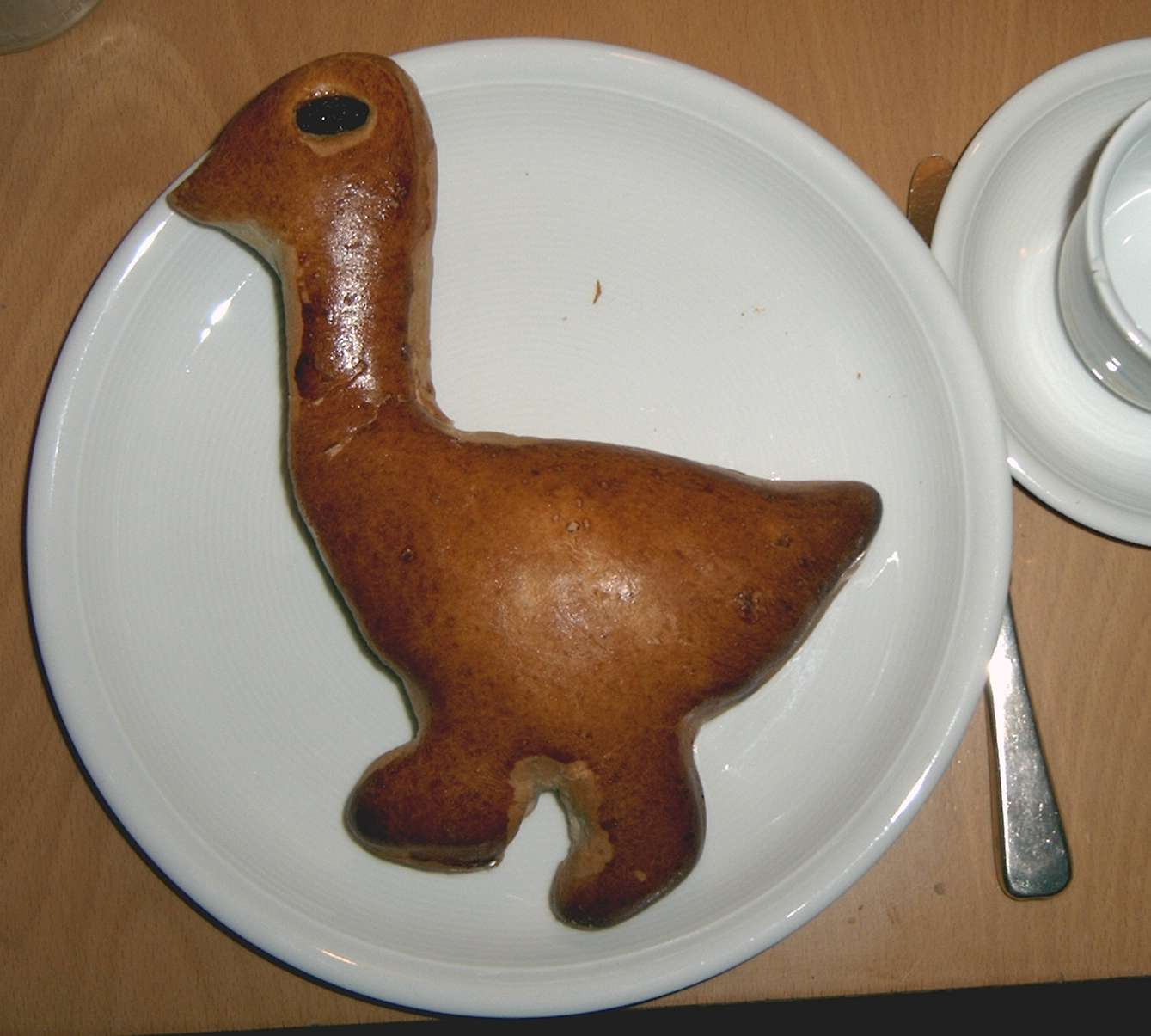
Martinské pečivo z kynutého těsta Weck-Martinsgans, 2003

Svátek sv. Martina („Martinstag”) je v Německu oslavován, ale není státně uznaným svátkem, veřejná správa, úřady, banky, školy, obchody jsou otevřené a zrovna tak funguje veřejná doprava. Vedle martinských průvodů s lampióny (Martinsumzug), zakončovaných martinskými ohni (Martinsfeuer), a martinských hus (Martinsgänsen) je v některých oblastech (zejména v Porýní) udržovaným zvykem také martinská koleda (Martinssingen), kdy děti obchází po koledě s vlastnoručně vyrobenými lampióny.
Za martinskou koledu děti dostávají sladkosti a martinské pečivo (St. Martins-Gebäck): sladké pečivo z kynutého těsta, nazývané oblastně „Weckmann”, „Weckchen”, „Stutenkerl”, „Kloskerl”, „Dambedei”, „Puhmann”, „Hefekerl”, „Kiepenkerl”, „Klaaskerl”, „Backsmann” atd. Postavička z kynutého těsta původně představovala biskupa Mikuláše z Myry s biskupskou berlou (nyní fajfka), proto se také v některých oblastech objevuje na sv. Mikuláše (v Bavorsku „Krampus” a v Porýní „Knecht Ruprecht”). Oblastně se objevují též martinské husičky (Martinsgänse) či martinské preclíky (Martinsbrezeln, např. Kolín nad Rýnem) a martinské rohlíky (Martinskipferl, Martinikipferl).
Pečená martinská husa (Martinsgans) se tradičně objevuje především na severu a západě Evropy. V Bavorsku je plněna švestkami a jablky, servíruje se s červeným zelím a kulatými bramborovými knedlíky (Kartoffelklöße). Na severu se většinou podává plněná nádivkou z mletého vepřového masa (Mett), cibule, česneku a bylinek. Naopak na jihu Evropy sestává nádivka z máčené housky, jedlých kaštanů, restovaných ořechů, jablek, švestek a červeného vína.
V místech s rozšířeným protestantstvím, například Východní Frísko), se slaví „Martini”, kde se 11. listopadu vzpomíná na den narození a pokřtění Martina Luthera (narozen 10. listopadu a 11. listopadu pokřtěn na Martina podle světcova svátku). V protestantských regionech Franků (Ansbach, Bayreuth, Erlangen) za dětmi přichází postava odvozená od sv. Martina „Pelzmärtel” (také Martinipöpl oder Butzenmärtl), která přináší dárky či trestá metlou na způsob sv. Mikuláše. V Erlangen se koná lampionový průvod „Pelzmärtel-Laternenumzug”. Mimo svatomartinských oslav začíná 11. listopadu období masopustních karnevalů (latinsky „carne vale“ znamená doslova „sbohem maso“).

### Rakousko
V Rakousku je den svatého Martina, tak jako v jiných evropských státech, slaven 11. listopadu. Pouze v Burgenlandu je ale státně uznaným dnem klidu, kdy úřady, veřejná správa a školy mají volno. Většina obchodů je otevřena a zrovna tak se volno netýká zaměstnanců mimo veřejnou správu. V ostatních spolkových zemích (Korutany, Dolní Rakousko, Horní Rakousko, Salcburk, Štýrsko, Tyrolsko, Vorarlbersko a Vídeň) není tento den státně uznaným svátkem. Svatá stolice v Římě potvrdila svatého Martina zemským patronem Burgenlandu již v roce 1924. Lampionové průvody („Lichterfeste”) a konzumování svatomartinské husy („Ganslbraten” či „Martinigansl”) zde patří nerozlučně k světcovým oslavám. V roce 1992 odstartovali hornorakouští zemědělci projekt obnovy husího chovu „Österreichische Weidegans” (Rakouská husa z pastvy), do kterého je zapojeno přes 244 zemědělských podniků.
Martinské lampionové průvody, v Rakousku rozšířené po druhé světové válce v polovině 60. let (podle vzoru Porýní a Burgenlandu), jsou z valné míry praktikovány dětmi, mateřskými a základními školami, kde je oslava sv. Martina součástí celoročního výchovně-vzdělávacího plánu. V Bregenz se svatomartinská oslava nazývá „Martinsritt”, jemuž předchází slavnostní mše v kapli sv. Martina.
Vzhledem k tomu, že svátek sv. Martina souvisel s ukončením služby (Lostag), odevzdáváním desátků a úroků vrchnosti a zrovna tak s nadcházející zimou („Kommt Martin auf dem Schimmel geritten, braucht man im Winter um Schnee nicht zu bitten.” / obdoba české pranostiky „Přijede-li Martin na bílém koni...”), zachovaly se na rakouském území také pastevecké svatomartinské koledy, jejichž počátek sahá až k pohanským rituálům (stejně jako v Bavorsku „Wolfablassen”). Pastýři, jejichž služba končila na sv. Martina, zažehnávali hospodáři dobytek březovou (vrbovou, dubovou nebo jalovcovou) opentlenou metličkou či prutem „Martinsrute” (také „Martinigerte”) a přitom pronášeli „Martinisegen” / martinské žehnání (například „In Gottes Namen tritte ich herein, Gott behüete euch eure Rinder und Schwein, Gott behüet euch eure Haus und eure Hof, Gott behüet euch eure Treu und Ehr, Gott behüet euch eure Leib und Seel,...” atd.)
„Podíváme-li se na mapu s vyznačenými místy, zjistíme, že se „Martinssegen” vyskytuje jen v určitých oblastech Burgenlandu, Štýrska, Dolního Rakouska a dokonce i v části Horního Rakouska. Až na stejné tradice v sousedním Horním a Dolním Bavorsku, Bavorském lese a na Šumavě, stejně jako v Horní Falci, jsem tuto tradici kolem sv. Martina nikde jinde nezaznamenala, čímž je zcela mimo jakoukoli pochybnost, že výskyty v našich rakouských zemích a v regionech bavorského Podunají spolu souvisí.”
Elfriede Grabner, Martinisegen und Martinigerte in Österreich, 1968
Pastevecké svatomartinské koledy vymizely ve velké míře již na přelomu 19. a 20. století a na konci 20. století byly živé na vymezeném území (viz citace výše) jen izolovaně. Například v Burgenlandu na sv. Martina šlehá pastýř (Viehhüter) metličkou či prutem hospodáře („Martinisegen“), aby mu tak symbolicky požehnal a v nastávajícím hospodářském roce zajistil dostatek úrody a dobytka. Obdobně je na sv. Martina v regionu Pinzgau (mezi Krimmlem a Brambergem stále udržovaná obdobná pastevecká koleda „Alpererfahren” („Kasmandlfahren” / Lungau, „Martinslied” / Severní Tyrolsko), kdy chlapci od 8 do 14 let (die Alperer) táhnou dům od domu za hluku alpských kravích zvonů (Kuhglocken, Kuhschellen, Tuschhåfen, Speisglocken). V každém domě řádně na zvony zazvoní a zvolají „Gras aus!”, čím definitivně ukončí dobu pastvy a „zaženou zlé duchy”.
Ve vinařských oblastech je ochutnáváno a křtěno mladé víno („Martiniloben”).

### Švýcarsko

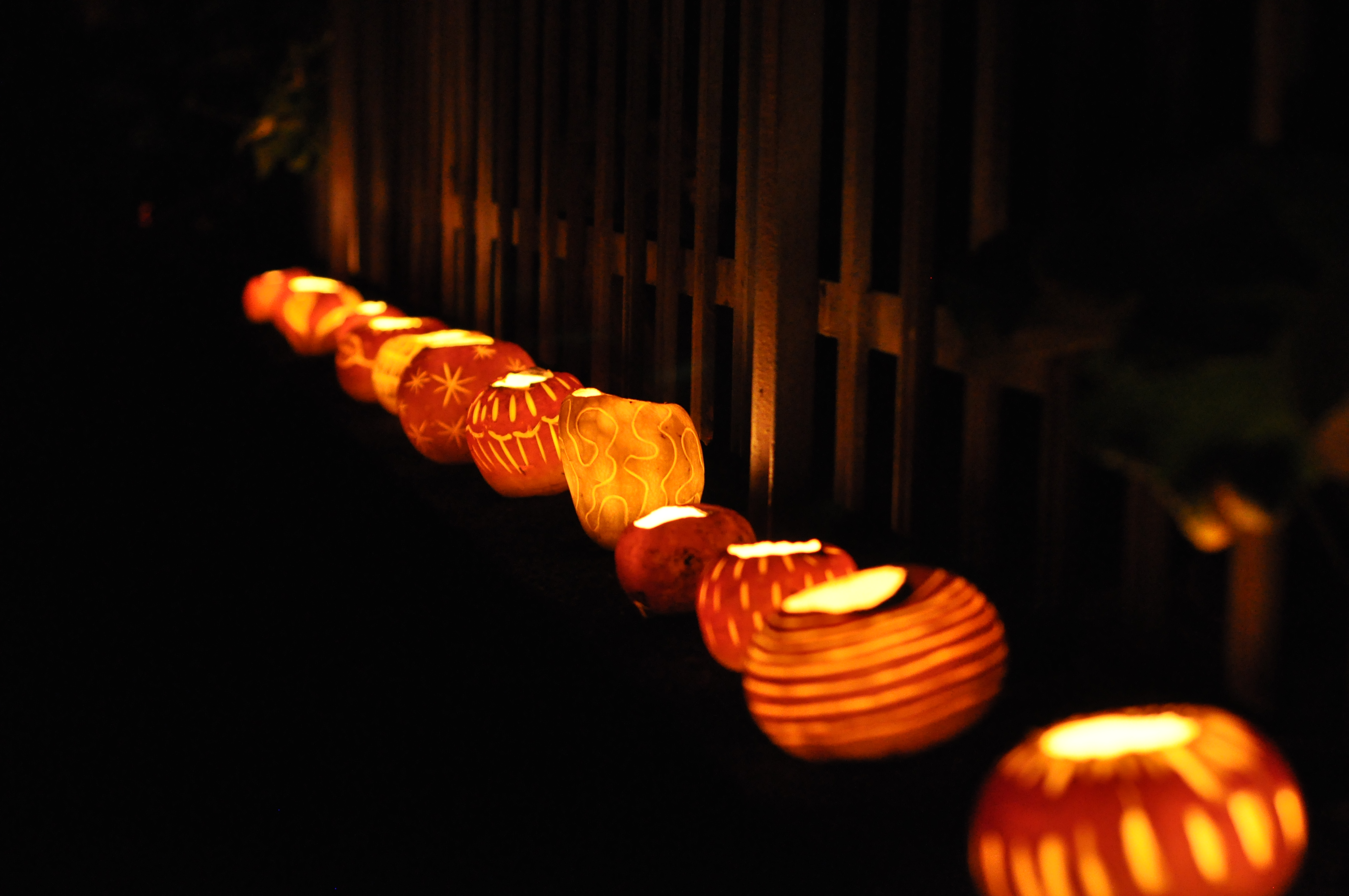
Švýcarské martinské lampiony „Räbechilbi”, Richterswil (kanton Curych), 2014

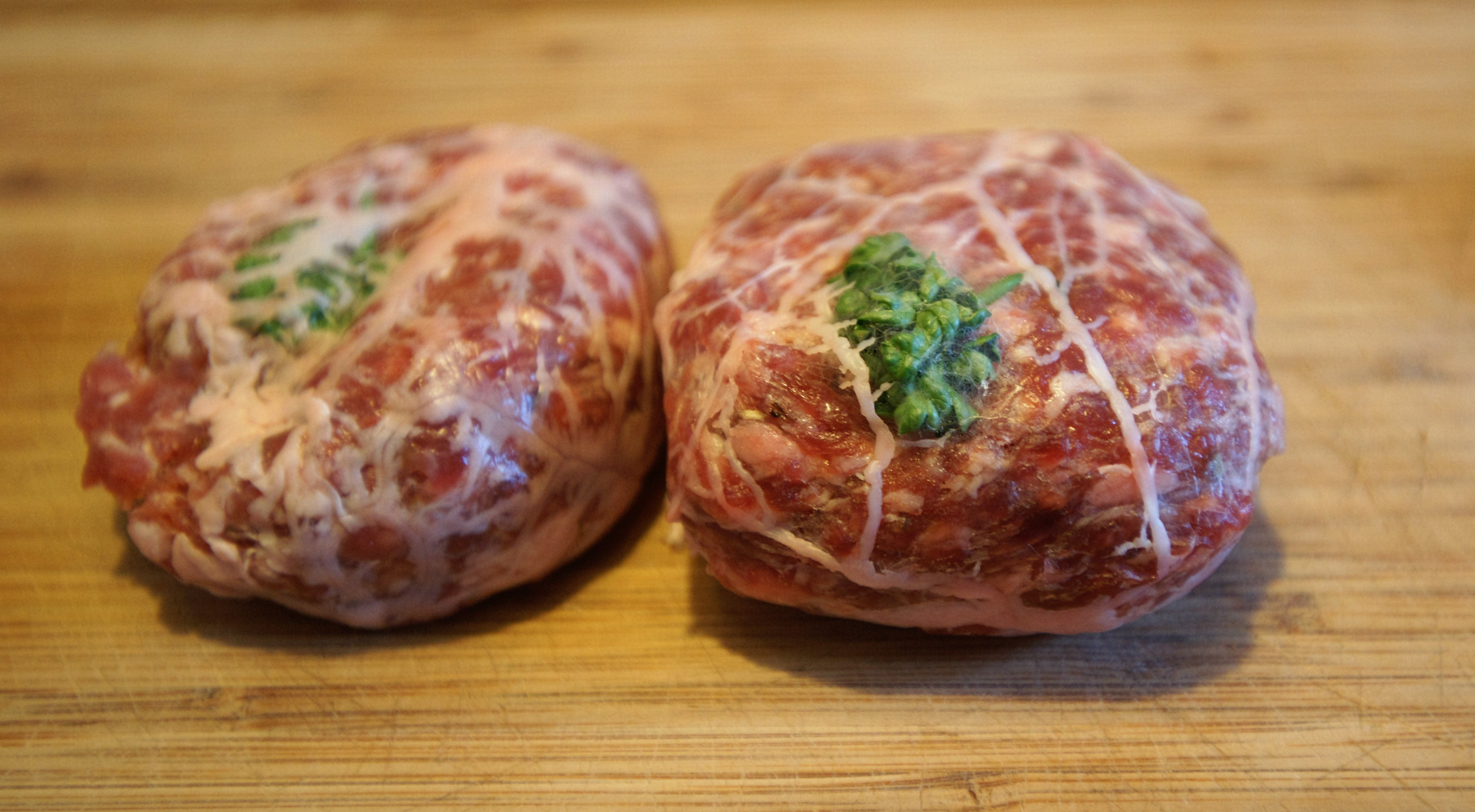
Švýcarské klobásy Adrios, za syrova ve vepřové síťce

Svátek sv. Martina, který ve Švýcarsku zároveň znamená počátek karnevalového období, je vyhlášen dnem volna pouze: v částech kantonu Jura, např. oblast Ajoie (okres Porrentruy), v kantonu Luzern v obcích Altershofen, Ebersecken, Entlebuch a Hochdorf, v kantonu Solothurn v obcích Büren, Mümliswil-Ramiswil a v kantonu Schwyz v obci Schwyz. V Ajoie je dnem volna také „Lundi de St-Martin”, pondělí následující po nedělním svátku sv. Martina / St. Martinssonntag. Slavnost svatého Martina (Fête la Saint Martin) nabývá každoročně na popularitě, mimo martinských trhů a místní zábavy je tento svátek spojen s „Metzgete” (zabíjačkovými hody) a s kulinářskými vepřovými lahůdkami z krve, vnitřností, špeku, bůčku či hlavy. Mezi tradiční jídla patří tlačenka (Schwartenmagen), pečená kolena (Gnagi nebo Wädli), Adrios (zakulacené klobásy ve vepřové síťce) a jelita.
V městečku Sursee je v den svátku před radnicí vystavěno pódium se zavěšenou mrtvou husou, kterou se pak snaží za sledování publika mladíci, oblečení v purpurových sutanách a ve zlaté masce slunce, se zavázanýma očima na jeden pokus utnout tupou šavlí. První zmínka o tomto zvyku pochází z roku 1821. Dětské hry, které jsou v tento den taktéž pořádány (například lezení na jedli pro zavěšené dárky), jsou uváděny v pramenech z roku 1880. V alemanských oblastech Švýcarska, Německa a Rakouska (Bádensko-Württembersko, Švábsko, Schramberg, Vorarlbersko, Horní Lužice, Durynsko, Sársko, Štýrsko) se zachovaly průvody s lucernami z vydlabaných krmných řep (v alemanském dialektu „Räbe”). Průvody s řepovými lucernami („Räbenlichter”) jsou ve švýcarském městě Richterswil doloženy od roku 1860.

### Holandsko
V Holandsku hraje během svátku sv. Martina („Sint-Maartensdag”) jednu z hlavních rolí oheň. Na mnoha místech je udržována tradice martinských koled s lampiony, kdy děti dostávají nejen sladkosti, ovoce a ořechy, ale také palivo pro martinské ohně, zapalované v podvečer 11. listopadu. Lampiony nahradily ještě na začátku 19. století udržovanou tradici pochodní a svítilen z vydlabané cukrové řepy. Ve 20. století, kdy hrozilo postupné vymírání martinských tradic, zavedl stát v některých oblastech výbory pro ochranu folklóru, které převzaly dohled nad organizováním průvodů.
Město Coevorden (Kuhfurt), ležící na německo-holandské hranici, pořádá už od roku 1490 každoročně v polovině listopadu husí trh (Gänsemarkt), na kterém je volena královna husopasek. V Utrechtu, jehož je sv. Martin patronem a s nímž je město doslova na každém kroku spojeno, probíhá každoročně „Sint Maartenfeest”. Město se stává na začátku listopadu kulisou pro nesčetné aktivity, vrcholící 11. listopadu lampionovým průvodem, nazývaným „Sint Maarten-Parade”.

### Skandinávie

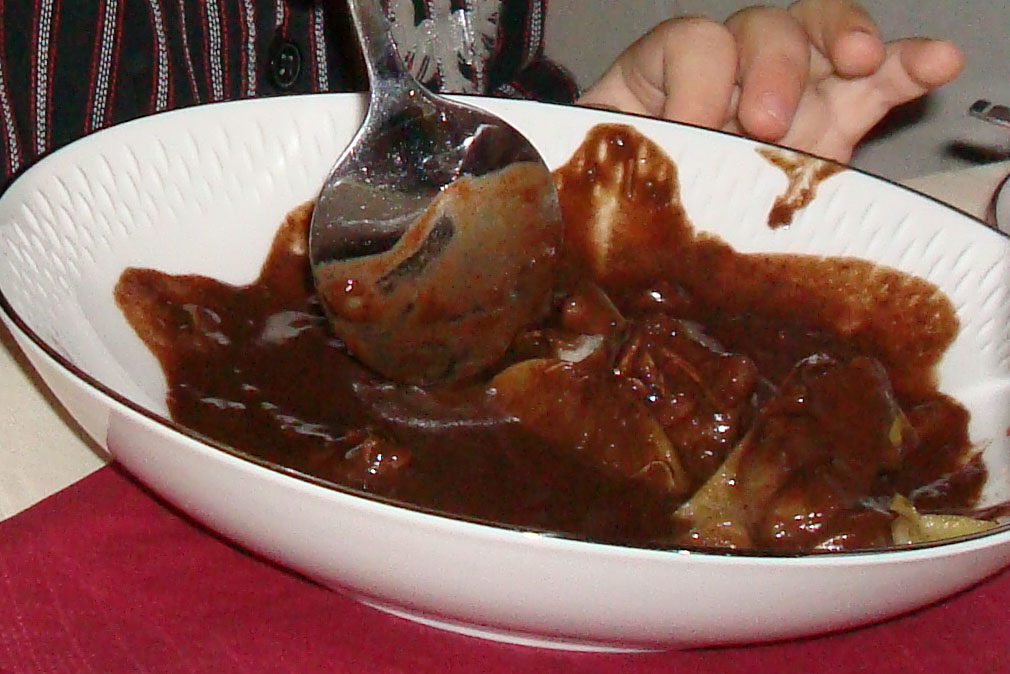
Černá polévka z husích jater (Svartsoppa), Švédsko

Vzhledem k tomu, že ve Skandinávii nebyla většina populace římskokatolického náboženského vyznání, nedošlo zde k rozšíření svatomartinských tradic v takové míře jako je tomu například v Německu. V Dánsku je významným dnem 10. listopad („Mortensaften”), večer před sv. Martinem (Sankt Morten, Mortensdag). Dánové dávají před pečenou husou přednost pečené kachně (menší a levnější). Husa nebo kachna bývá plněna švestkami a jablky, jako příloha dominuje červené zelí.
V Norsku se den 11. listopadu nazývá „Mortensdag” (popřípadě „Mortensmesse”). Traduje se zde, že ve svátek sv. Martina se „medvěd ukládá k zimnímu spánku” a pokud je v tento den jasné počasí, nastane tuhá zima („Hvis dagen er klar, så blir vinteren hard.”) I přestože byla ve svátek sv. Martina na norském runovém kalendáři (také „Kalenderstab” nebo „Primstav”) vyobrazena husa a roh k pití vína (Trinkhorn), tradice martinské husy se neudržela a tradičně se pojídá vepřové maso.
Svatomartinské a lampionové průvody nejsou rozšířeny také ve Švédsku. Martinská husa se pojídá v předvečer svátku 10. listopadu („Martinsafton”). Převážně se tento zvyk udržel v kraji Skåne, kde slavnostní chod začíná nejprve černou polévkou z husí krve („Svartsoppa”), ovocným kompotem nebo pyré, pak následuje hlavní chod – pečená husa plněná jablky a sušenými švestkami, brambory a červené zelí, vnitřnosti a klobása z husích jater (Gänseleberwurst). Chod bývá zakončen jablkovým koláčem s vanilkovou omáčkou. Dříve se jako předkrm podával „Lutfiskt” ze sušených ryb a jako desert rýžová kaše „Risgrynsgröt“. Švédové chodí na martinskou husu převážně do restaurace, neslaví totiž ani tak svátek sv. Martina jako spíše tradici pojídání husy.

### Francie
Ve Francii se všeobecné povědomí o sv. Martinu vytrácelo už od 16. století, v zemi se šířilo reformní náboženství Hugenotů a posléze probíhaly náboženské války. Obrovská středověká bazilika sv. Martina v Tours chátrala a po francouzské revoluci byla téměř zbořena. Se stoupajícím francouzským sekularismem 80. letech 19. století tak bohaté martinské tradice ustupovaly do pozadí (až na pár oblastí jako Toulouse, Angers, Alsasko a Lotrinsko). Doslova medvědí službu prokázal ve Francii sv. Martinu nevědomky maršál Ferdinand Foch (1851–1929), který den 11. listopadu vybral pro uzavření příměří, čímž byl tento den nadále ve Francii slaven jako státní svátek „Armistice 1918” (Příměří z Compiègne) a svatomartinské tradice upadly v zapomnění. Antoine Selosse, iniciátorka Evropského kulturního centra „Saint Martin de Tours” a Evropské kulturní stezky sv. Martina (Via Sancti Martini z Szombathely do Tours) se v roce 2016 vyslovila, „že by bylo pěkné, kdyby se také plodem francouzsko-německého přátelství stal návrat martinských tradic z Porýní.” Návštěvníci města Tours mohou v den svátku sv. Martina využít martinské cyklistické prohlídky, zúčastnit se slavnostního lampionového průvodu nebo se podílet na společné charitativní martinské hostině.
„Oslavy budou pokračovat následující den hostinou chudých u kostela St. Julien. „Tradice hostin, zvaných „table ouverte”, se drží v řadě farností... Na polední hostinu, která se bude odbývat zčásti před kostelem a zčásti přímo v jeho prostorách, jsou proto zváni nejen zástupci farností, mládež a pracovníci charit, ale především chudí, nemocní, bezdomovci a další lidé na okraji společnosti. „Svátek sv. Martina je totiž hlavně jejich svátkem,“ podtrhuje Brigitte Bécard. Hostinu završí průvod hostů a veřejnosti od kostela St. Julien k tourské katedrále, který se připojí ke slavnostní mši svaté celebrované tourským biskupem Bernardem-Nicolasem Aubertinem. Chrámový prostor přitom ozdobí rozměrné bílé plátno se zlatými kruhy symbolizujícími nejen jednotlivé farnosti pořádající svatomartinské „tables ouvertes“, ale též poukazující k eucharistickému předobrazu těchto hostin. „Podoba plátna nám připomíná, že v chudých, které hostíme, k nám přichází Kristus a že spolu s nimi vytváříme jednotu...”
Přijíždí svatý Martin i do Francie?, 2012

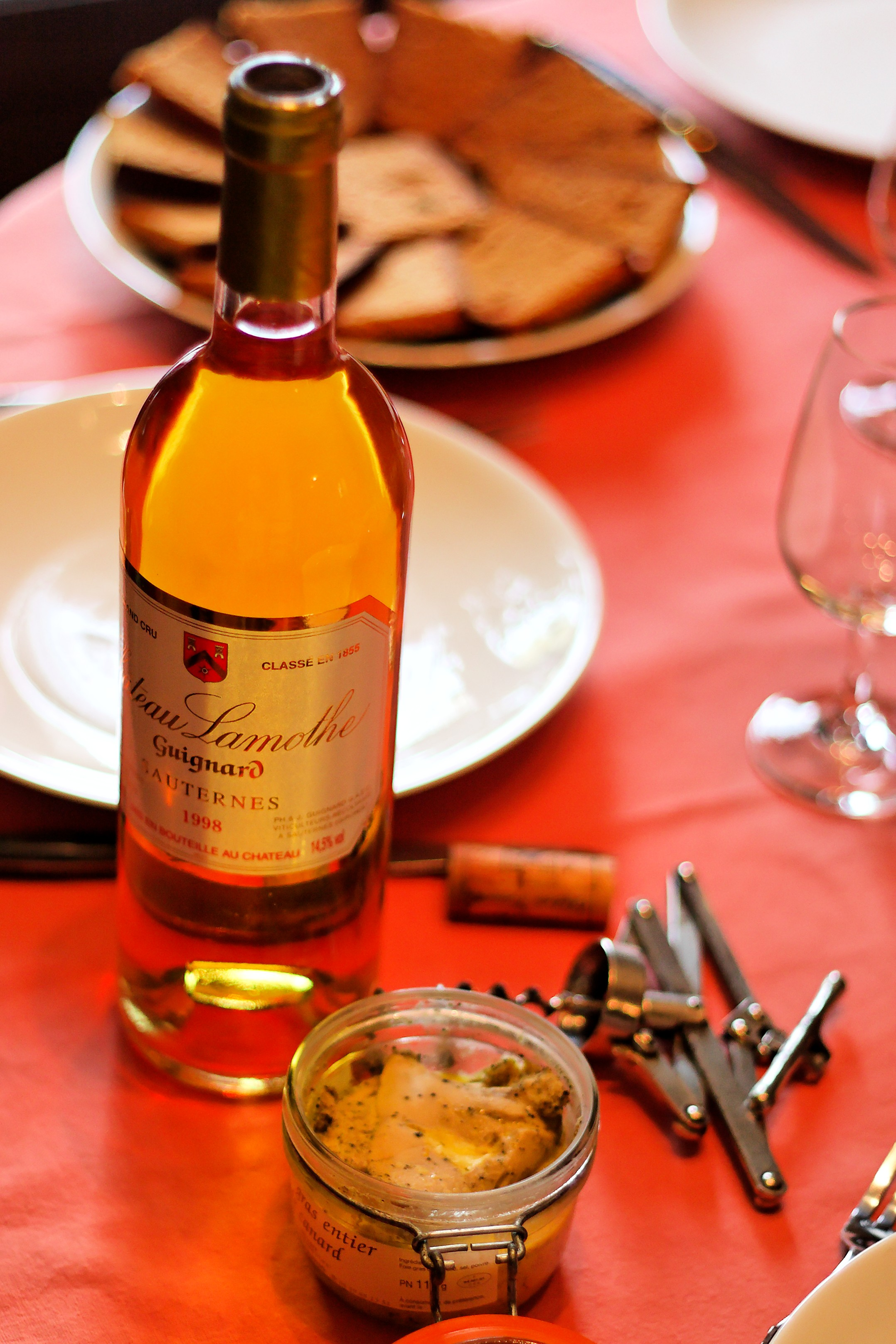
Terinna „Foie gras“ (Du foie gras) s vínem z oblasti Sauternes

Šedesátá léta 20. století přinesla renezanci alsaské paštiky z husích jater (pâté de foie gras), lahůdky francouzského kulinářského umění. „Foie gras“, tučná játra z cíleně překrmovaná drůbeže (od roku 2006 hrdá součást francouzského kulturního a gastronomického dědictví), se na stránkách kuchařské knihy objevila poprvé za vlády Ludvíka XIV. V 18. století proslavil tuto lahůdku šéfkuchař Jean-Pierre Clause, který připravil pro guvernéra Louise-Georga-Erasma de Contades zapečené laloky z husích přetučnělých jater s mletým vepřovým masem a telecím sádlem (pâté de foie gras à la Contades), tzv. Contadeskou paštiku, později označovanou za „jídlo králů”. Po otevření vlastní živnosti ve Štrasburku se stala Clausova lahůdka lidovější. Souputník Nicolas-François Doyen se proslavil štrasburskou paštikou z husích jater s lanýži z oblasti Périgord. V den svatého Martina se současné Alsasko pyšní specialitami jako jsou plněný husí krk, paštika z husích jater nebo rillettes z husího masa, uzená husí prsíčka, pečená husa se zapečenými jablky, bramborovým knedlíkem, zelím (po alsasku Sürkrüt) a jedlými kaštany v karamelu.

### Belgie
V německy hovořící části Belgie (Německojazyčné společenství Belgie) probíhá den sv. Martina obdobně jako v Německu. V obci Tourinnes-la-Grosse (Beauvechain), kde se v kostele nachází freska ze života sv. Martina od keramika Maxe van der Linden, se každoročně slaví festival ve znamení světce („L'Église Saint-Martin de Tourinnes-la-Grosse”). Ve východní Belgii sílí tradice (Valonsko) masopustních karnevalů z Porýní. Jinak je den 11. listopadu státním svátkem, kdy Belgičané slaví (tak jako ve Francii) ukončení první světové války s květem vlčího máku na klopě (Den příměří, Wapenstilstand).

### Španělsko a Portugalsko

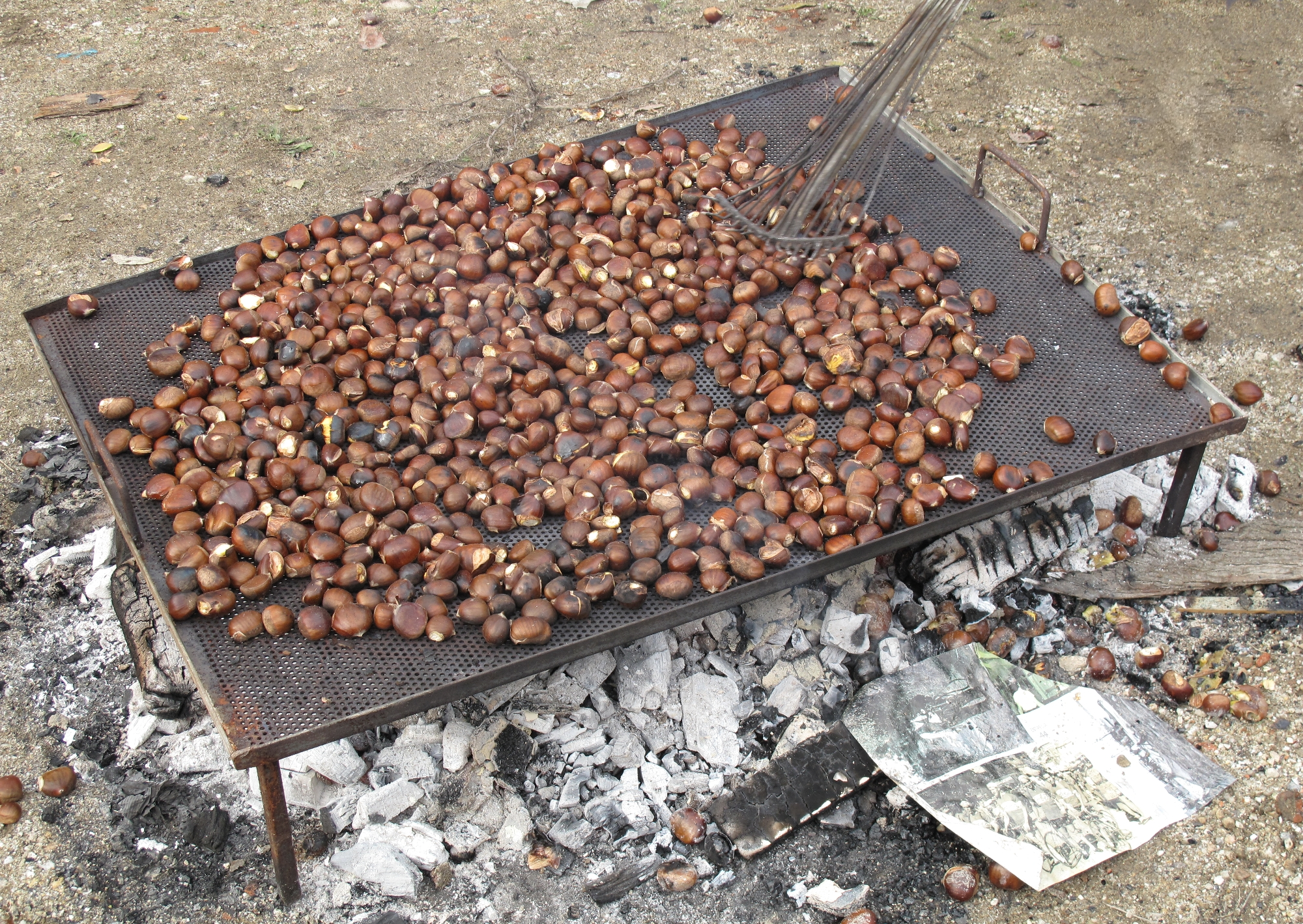
Castañas magosto, Španělsko

Ve Španělsku se na den sv. Martina (San Martiño) konaly tradičně nejen zabijačky, což dokládá tradované přísloví, že na každého vepře dojde o sv. Martinu (španělsky „A cada cerdo le llega su San Martín.” či „A cada puerco su San Martín.”), ochutnávalo se mladé víno a zrovna tak dozrávaly jedlé kaštany. V Galicii (například ve městě Ourense) se od Dušiček do sv. Martina slaví festa do Magosto (též Magostos, odvozeno od rozžhaveného uhlí), při které se praží (pečou) kaštany a pojídá Chorizo. Večer se oslavuje nejen v hospůdkách, ale také za zpěvu a tance v ulicích města. Obdobně se oslavuje po celém severozápadě poloostrova: Asturie (magüestu), Kantábrie (Magosta), Baskicko (Gaztainerre nebo gaztañarre), León, Zamora či Katalánsko (Castanyada).
V Portugalsku se svátek nazývá „Magusto” či „Magusto de São Martinho” a slaví se 11. listopadu. Na severu Portugalska se tradičně na sv. Martina (São Martinho) ochutnává „vinho verde”, ostatně jak praví přísloví: „No dia de S. Martinho vai à adega e prova o teu vinho” (Na sv. Martina běž do vinného sklípku a ochutnej své víno) či „No dia de S. Martinho, lume, castanhas e vinho” (Na sv. Martina oheň, kaštany a víno). Ke pečeným kaštanům na rozžhavených dřevěných uhlících patří neodlučně portugalské likérové víno Geropiga (také Geropica, Jeropiga), vyrobené ze sladkých hroznů, jejichž kvašení je po krátkém čase zastaveno přidáním Aguardente (brandy), portugalské klobásy typu Chorizo, ale také suché fíky a různé ořechy.

### Itálie

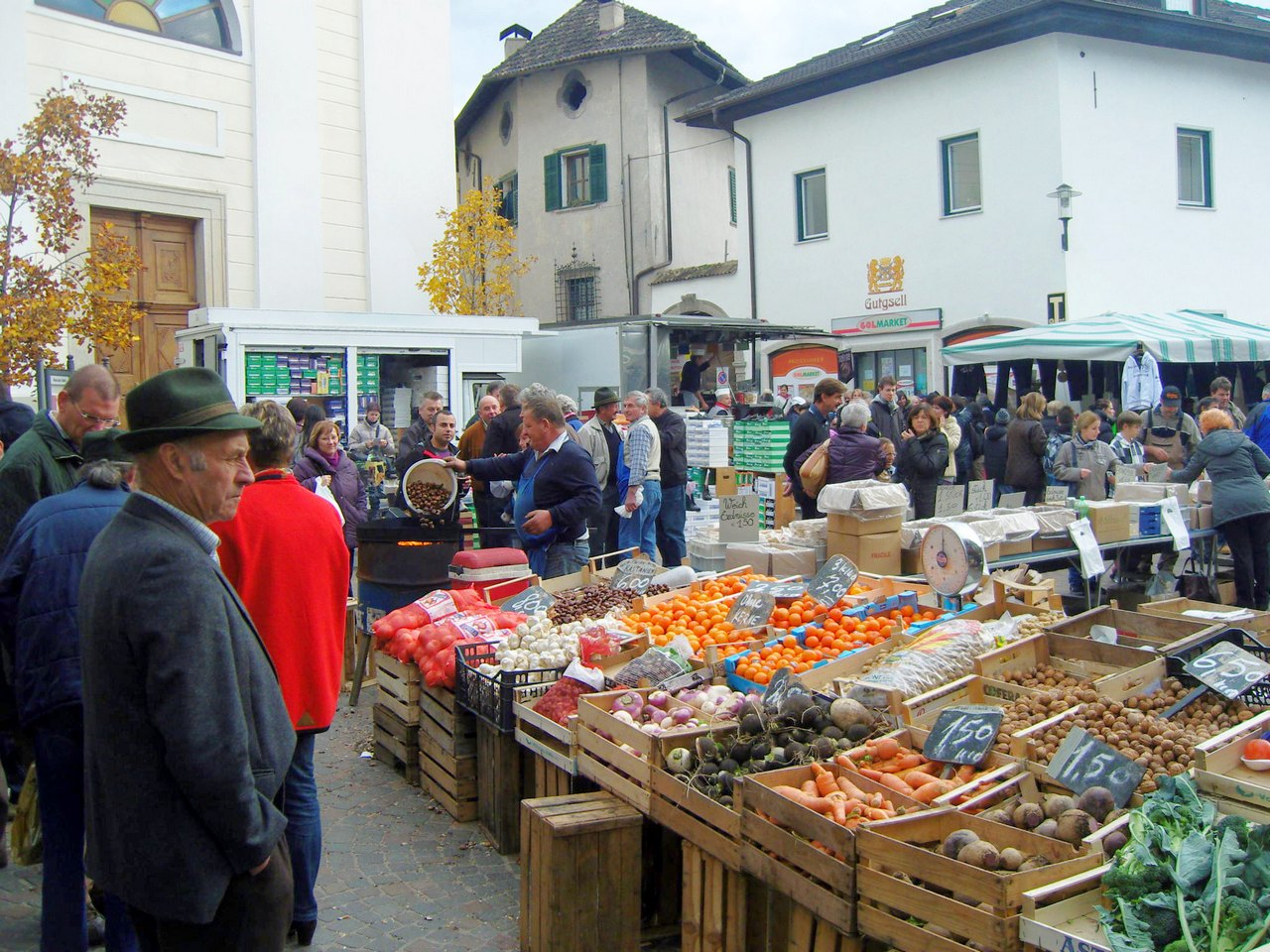
Svatomartinský trh se zemědělskými produkty, Girlan, Jižní Tyrolsko

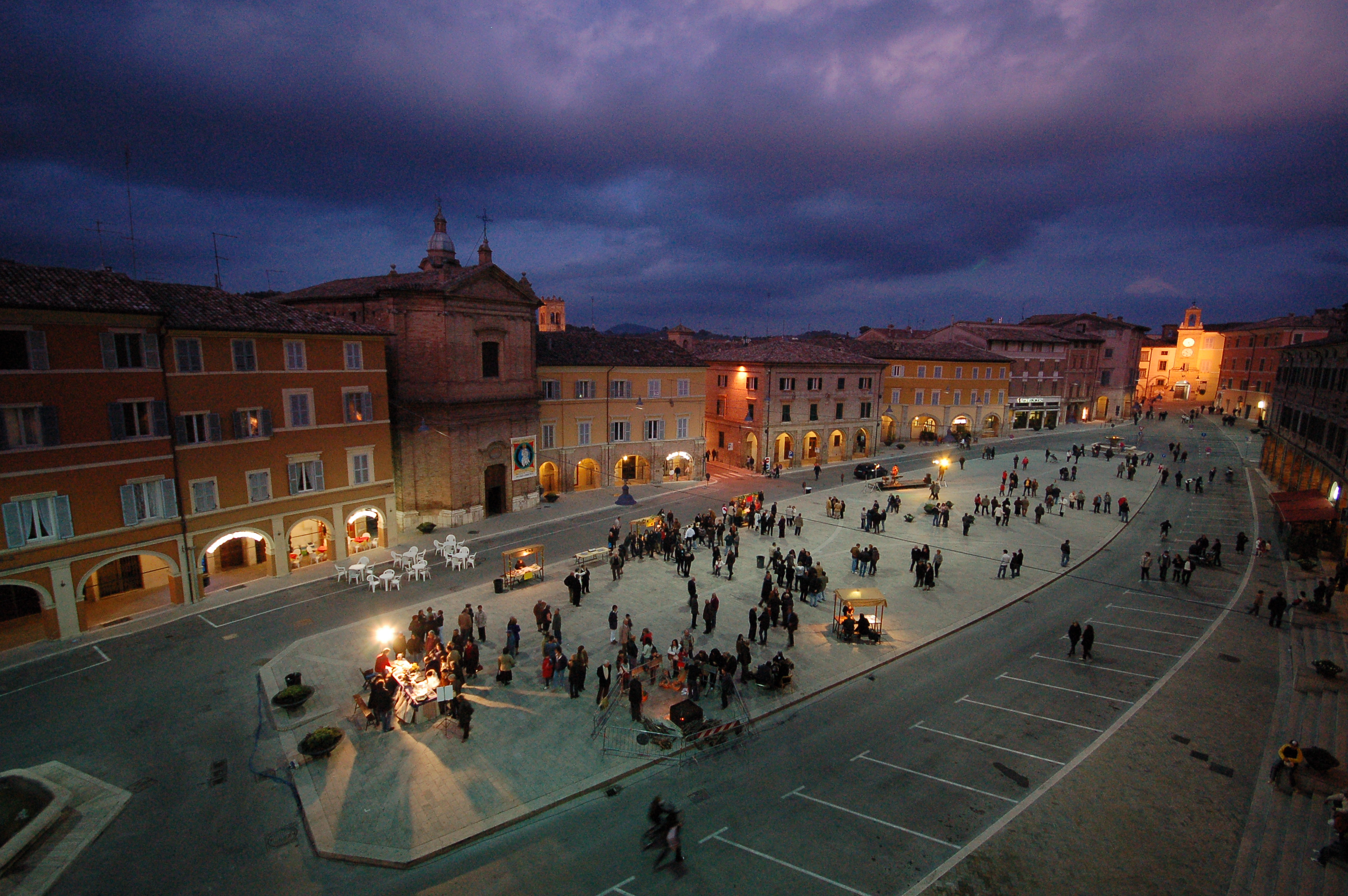
Svátek svatého Martina / Festa di San Martino, San Severino Marche, 2008

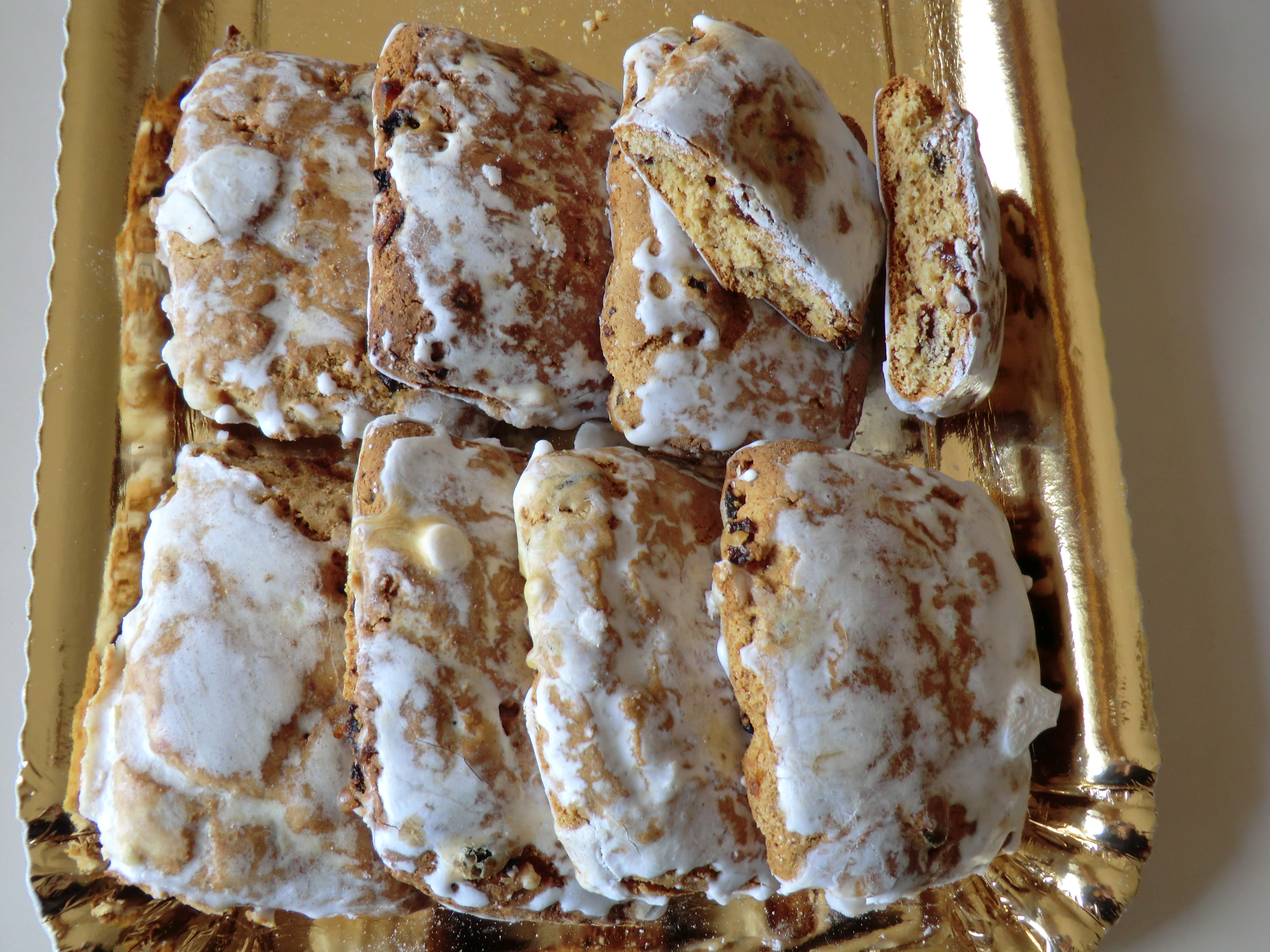
Kalábrijské svatomartinské pečivo /„Pitte” San Martino

Oslavy sv. Martina „Festa di San Martino” či „Estate di San Martino” (Léto svatého Martina), které probíhají po celé Itálii, jsou spojeny s obdobím babího léta, které v Itálii nese jméno oslavovaného světce. Tradičně je v těchto dnech ochutnáváno nové víno (vino novello), obvykle v kombinaci s prvními jedlými kaštany („a San Martino ogni mosto diventa vino!”), jak ostatně ve své básni „San Martino” opěvuje také básník Giosuè Carducci.
V Benátkách se koná na sv. Martina tradiční dětská koleda za hlomozu plechového nádobí. V tento den jsou výlohy cukráren plné martinského pečiva „dolce di San Martino”. Jedná se o sladký piškot politý čokoládou či cukrovou glazurou a dekorovaný cukrovým sypáním, pralinkami a bonbóny ve tvaru sv. Martina na koni svírající v jedné ruce meč, který na den 11. listopadu dostávají děti od svých rodičů a prarodičů.
V regionu Tridentsko-Horní Adiže / Trentino-Südtirol, obzvláště v údolí Valle Isarco / Eisacktal, je udržována vinařská tradice „Törggelen ”, kdy se od sv. Martina do sv. Kateřiny (11.–25. listopadu) ochutnává mladé víno, sušený špek a pečené kaštany. Ve vinařské obci Girlan / Cornaiano, kde je tento den také svátkem patrona kostela, se koná martinské posvícení („Kirchtig”) a martinský trh, v obci St. Leonhard, v údolí řeky Passer (Passeiertal), lampionový průvod, v městečku Lana martinské dostihy (Martini Trabrennen), ve svazku obcí Eppan martinská střelecká slavnost „Martini Fest- und Freischießen” a v městečku Tirol se v zámecké restauraci (Schloss Thurnstein) podává martinská husa.
V Palermu se ve svátek světce konzumuje pečivo ve tvaru větrníku „biscotto di San Martino”, ochucené anýzem a fenyklovými semínky, které se máčí do sladkého likérového vína „Moscato di Pantelleria” (inzuppati nel vino moscato). Pečivo se připravuje také rozpůlené a plněné krémem z ricotty (con ricotta) nebo bohatě rokokově nazdobené polevou a bonbóny. V městečku Palazzo Adriano se ve svátek sv. Martina zachovala starodávná tradice, ve které se snoubí dvě etnické kultury (latinská a řecko-albánská). V tento den dostávají manželské páry oddané za poslední rok od příbuzných a blízkých přátel dary, které jim děti ráno přinášejí v koších. V žádném nesmí chybět kruhový chléb sv. Martina, bohatě zdobený symboly („panuzzi di San Martino”).
Církevní procesí, jako součást festivalů patrona sv. Martina, zakončovaná lampionovými průvody a ohňostroji, provází sochy světce (většinou na koni), živý kostýmovaný jezdec a hrané výjevy. V Ascoli Piceno se 11. listopadu pojídají vepřové nebo telecí kotlety s kaštany, v Castiglione (region Lazio) probíhá gastronomický festival „San Martino Olio, Funghi e Vino”, v Clusone (region Lombardie) a Marcianise (region Kampánie) proslulá slavnost „l'Estate di San Martino”, v Leffe (region Lombardie) v kostele di San Martino slavnostní mše a procesí, v Quinto Vicentino (region Benátsko) slavnost „Fiera di San Martino”, v San Martino in Rio (region Emilia-Romagna) prochází městem kostýmovaný průvod se sv. Martinem na koni.
Obdobné slavnosti se konají v Alzano Lombardo, region Lombardie (Basilica di San Martino, Museo d'arte sacra San Martino), Bovisio Masciago, region Lombardie (starobylá kaple / Antica chiesetta di San Martino Vescovo, farní kostel / La chiesa parrocchiale di San Martino, Festa di S.Martino di Tours), Cerveno, region Lombardie (farní kostel San Martino ze 13. století, procesí patrona San Martino), Follo, region Ligurie (farní kostel biskupa sv. Martina / Chiesa parrocchiale di San Martino Vescovo), Fornace v regionu Tridentsko-Horní Adiže (Parrocchiale di San Martino), Martina Franca v regionu Apulie (Parrocchiale di San Martino), Mondavio, region Marche (l'Estate di San Martino), Peschiera del Garda, region Benátsko (La chiesa di San Martino, Festa di San Martino), Povegliano Veronese, region Benátsko (Chiesa di San Martino Vescovo, amatérský závod Caminada de San Martin), Ronchi dei Legionari v regionu Furlansko-Julské Benátsko, Sanluri, region Sardinie (l'estate di San Martino), Soncino v regionu Lombardie, Sorrivoli, region Emilia-Romagna (festa di San Martino), Conselice, region Emilia-Romagna (Chiesa di San Martino), Taviano, region Apulie (Chiesa di Santa Marina), Tribano v regionu Benátsko.

### Estonsko
V listopadu se slaví v Estonsku dva důležité svátky: 10. listopadu Estonci vzpomínají sv. Martina („Mardipäev”) a 25. listopadu svátek sv. Kateřiny („Kadripäev”). Den před sv. Martinem obchází děti v tmavém oblečení po martinské koledě (mardilaul, Marts Lied), o sv. Kateřině nastane obchůzka ve světlém oblečení (kadrilaul, Kadris Lied). Dříve na sv. Martina vodil děti po vsi tzv. „Mardi-Vater” (otec Martin), oblečený v tmavých šatech. Průvod měl za stálého rámusení na různé nástroje a hrnce do každého domu přinášet dobrou sklizeň a pečená martinská husa, jejíž konzumace je součástí venkovských veselic, zase štěstí.

### Polsko

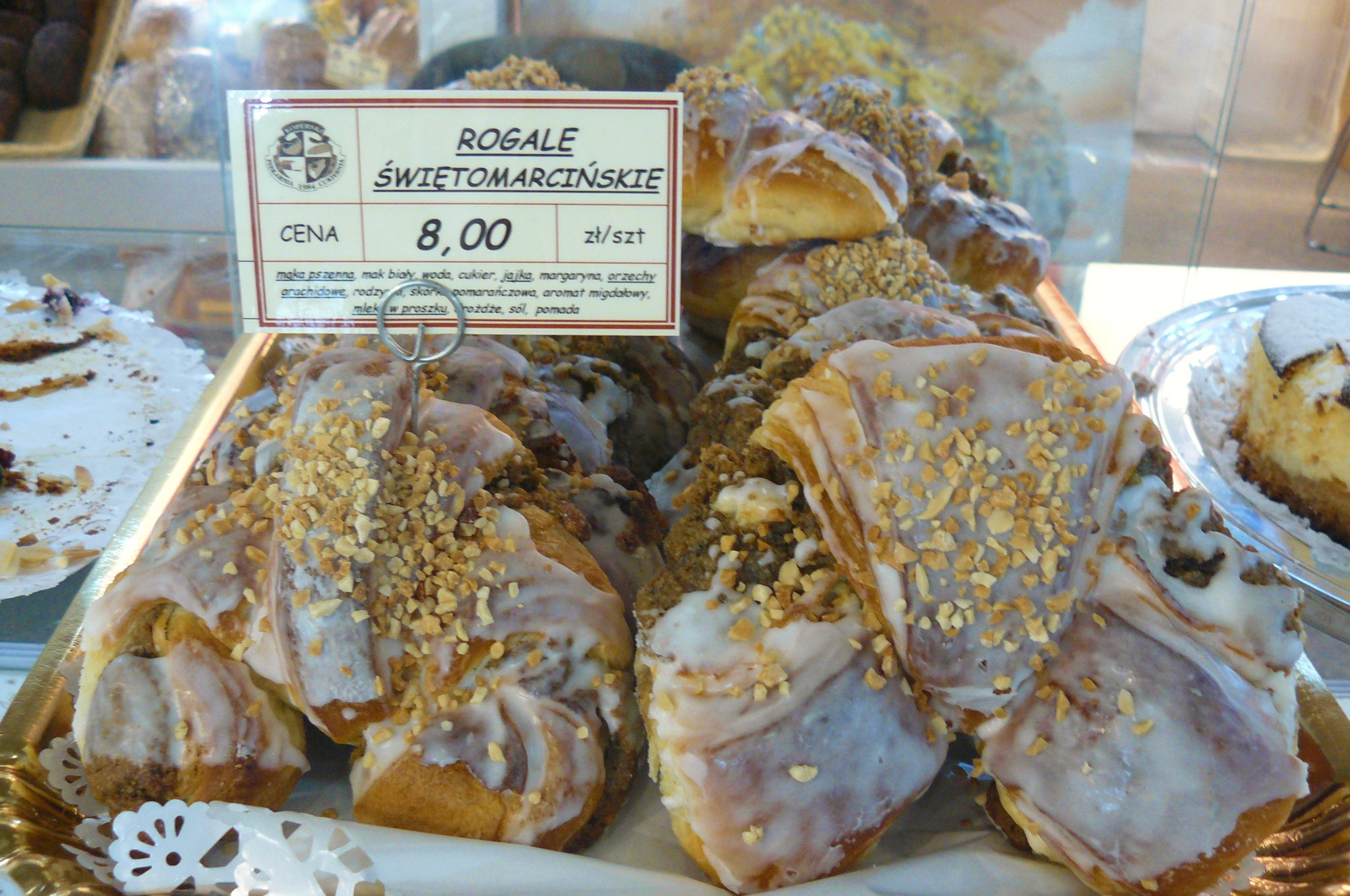
Svatomartinské rohlíky / świętomarcińskie rogale, Poznaň 2015

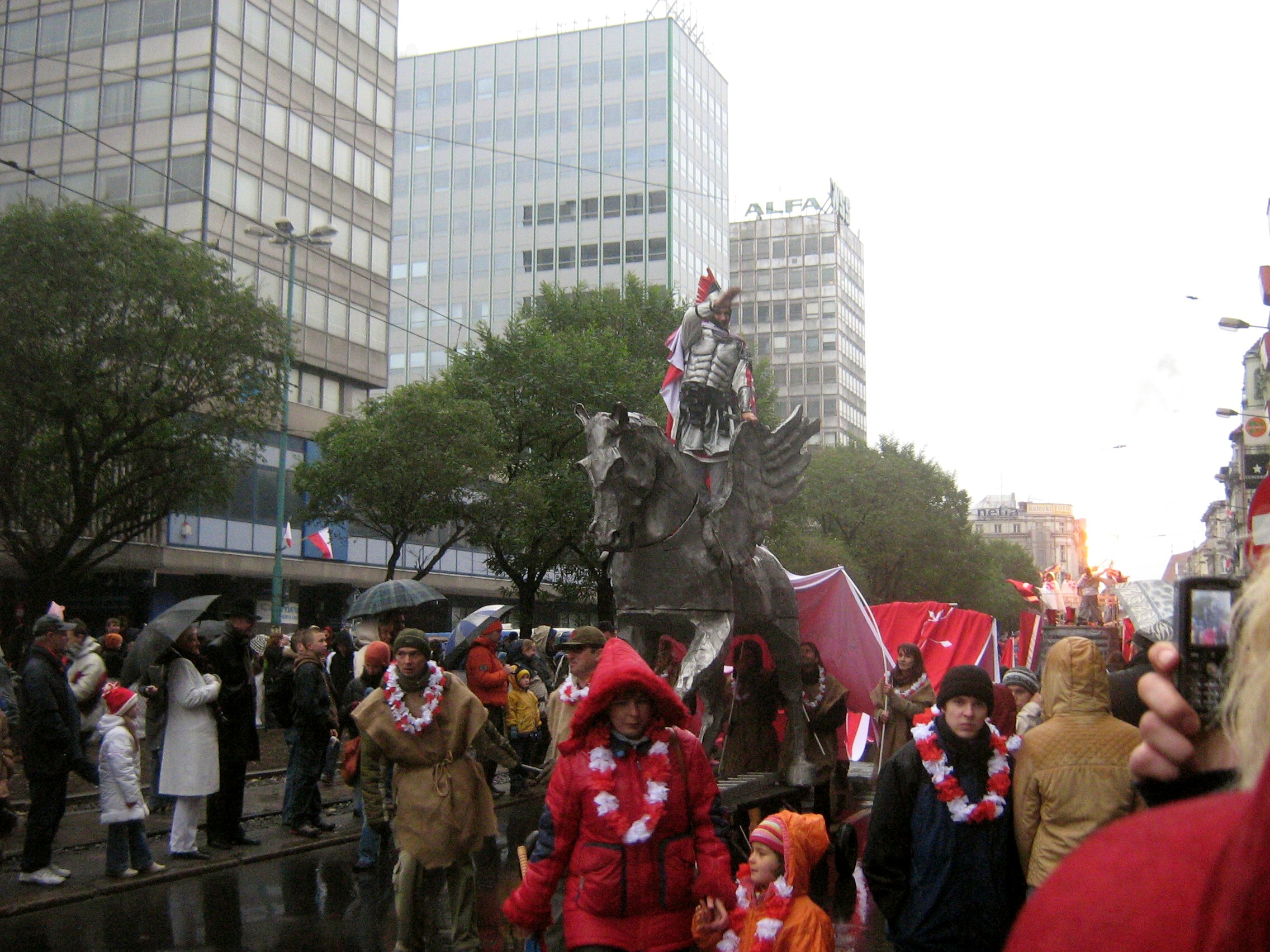
Festival svatého Martina v Poznani / Świętomarciński korowód, 2006

Den svatého Martina / „dzień świętego Marcina“ je v Polsku obligátním svátkem v oblastech: Poznaň, Jarocin, Krzeszowice a Bydgoszcz, Jawor (kostel sv. Martina, poutní mše) či Opatów, pravoslaví jej slaví 12. října. V Polsku nastala po první světové válce obdobná situace jako ve Francii, kdy byl 11. listopad v roce 1918 vyhlášen státním svátkem obnovení Polska a po druhé světové válce dnem vítězství nad fašismem.
V Poznani, velkopolské metropoli, se nachází mimo kostela sv. Martina také hlavní městská tepna „Święty Marcin”, která se od poloviny 90. let 20. století stává pravidelně dějištěm martinského průvodu a lidové veselice. Po odeznění průvodu přebírá postava převlečená za svatého Martina klíče od městských bran. Svátek končí koncerty a ohňostrojem. S Poznaní souvisí též tradice poznaňského svatomartinského rohlíku („Rogale świętomarcińskie”) s chráněnou recepturou, podle které je ve Velkopolsku v roce 2016 vyrábělo 106 cukráren.
V rámci česko-polské přeshraniční spolupráce se v obci Żelazno slaví „Festival sv. Martina”, který začíná mší v kostele sv. Martina a po ní následuje regionální kladský folklórní koncert. Od roku 2013 slaví Pomořansko a Kujavsko-pomořsko návrat martinské husy. V pomořanském Swolowu se od tohoto roku pravidelně koná největší jarmark produktů z husího masa („Na św. Marcina najlepsza pomorska gęsina”.)

### Chorvatsko a Slovinsko
Sv. Martin je v Chorvatsku, zejména v oblastech severního Chorvatska a Istrie, velmi populární světec a jeho svátek, kterému se říká „Martinje” se zde světí s velkou slávou. Na severu Chorvatska (zejména v Chorvatském Záhoří a ve Slavonii: Sveti Ivan Zelina, Dugo Selo, Jastrebarsko, Sveti Martin na Muri, Velika Gorica, Kutjev, Daruvar) se na sv. Martina peče husa s těstovinami „mlinci” (martinjska guska s mlincima), podávají se škvarky, vinařský guláš a různé sladké dobroty. Základ oslav tvoří křest mladého vína a lidová zábava doprovázená „tamburaši”. Zrovna tak bujará zábava doprovází oslavy křtu mladého vína na Istrii. K vínu se podávají místní speciality jako brudety, klobásy, skopové masou s kapustou, ryby, pršut a sýry, všude voní pečené kaštany. Chorvati slaví dlouho do noci, někdy i několik dní. V městečku Momjanu, na severozápadě poloostrova, je proslulým vínem muškát. V době svatomartinských oslav se v Momjanu koná mezinárodní vinařská přehlídka a soutěž za účasti pěstitelů této odrůdy z Istrie, Slovinska a Itálie. Zavítat se vyplatí do Vrsaru, Taru, Ližnjanu, Beramu, Buzety, Svetvinčenatu. V Záhřebu probíhá od 6. do 11. listopadu oslava po patronací sv. Martina „Martin je v Zagrebu”. Také Slovinci slaví sv. Martina (Martinovo) převážně jako svátek mladého vína a to od Istrie až po Zámuří. Tradičním pokrmem jsou v tento den těstoviny „fuži” s kohoutím nebo slepičím gulášem „žgvacet”, pečená husa či krocan, kyselé zelí (kapuz), smažený chléb s červeným vínem „Refošk” (Refosco).

### Slovensko a Maďarsko
Odkaz sv. Martina je stále patrný i v oblasti bývalých Uher. Na území dnešního Slovenska se jméno sv. Martina objevuje jako druhé nejčastější mezi názvy měst odvozených od jmen svatých. I bratislavská katedrála byla původně zasvěcena sv. Martinovi a Nejsv. Salvátorovi. Sv. Martin patřil v Uhersku k nejuctívanějším světcům. V bratislavské arcidiecézi spojuje svatomartinská cesta farnosti zasvěcené tomuto světci, každoročně se zde koná také charitativní svatomartinská sbírka.
„Pečená husa patří k podzimu stejně pevně jako třeba svatomartinské víno. Na Slovensku se husí hody staly přímo podzimní kulinářskou povinností. V husím byznysu vyniká hlavně jedna vesnice kousek za Bratislavou, Slovenský Grob, kterému se někdy říká hlavní město husích hodů.”
Na podzim propukají na Slovensku husí hody, 2011 
Ani soudobé Maďarsko si bez svatomartinských tradic (lampionové průvody, ochutnávka prvního vína, martinská husa, martinské ohně, koledy a pečivo) nelze představit. V roce 2005 prohlásila Rada Evropy trasu mezi maďarským městem Szombathely (tenkrát Savaria, rodiště sv. Martina / maďarsky „Szent Márton”) a francouzským Tours za evropskou kulturní stezku a to s cílem představit na vybraných trasách významné památky spojené s životem a kultem nejoblíbenějšího evropského světce, svatého Martina (více než 3000 evropských míst a kostelů nesou jeho jméno). Velká část stezky prochází asi 50 maďarskými obcemi (jako např. Kőszeg, Sopronhorpács, Mihály, Bogyoszló, Bágyogszovát, Pannonhalma, Lébény, Kimle, Halászi či Rajka).
V roce 2016 oslavilo město Szombathely 1700 let od světcova narození, celé Maďarsko pak slavnou událost vzpomínalo „Rokem sv. Martina”. V Szombathely jsou se svátkem spojeny kulturní, turistické, gastronomické a církevní akce. Nejvýznamnějšími z nich jsou „Týden Svatého Martina” a „Jarmark” na sv. Martina. Skanzen nabízí lidové tradice a zábavné hry, související s martinskými tradicemi. Začátkem listopadu si přijdou na své také gurmáni, jelikož se v tomto období v celém městě podává svatomartinská husa a nové víno. „Kdo si na Martina husu dá, celý rok jídlem nepohrdá”. Na mnoha místech západního zadunají se
oslavuje „Den Svatého Martina” průvodem s pochodněmi a zpěvem.

### Rumunsko
Německá menšina v rumunském městě Satu Mare / Sathmar pořádá na den sv. Martina lampionový průvod se sv. Martinem na koni, kterého se účastní mateřská škola (Kindergarten „Ham Janos“) a základní škola (deutsche Schule „Johann Ettinger“). Oslava světce začíná odpoledne v kostele (Kalvarienkirche). Svatomartinský průvod doprovází dechové kapely z obcí Foieni / Fienen, Ciumești / Schamagosch a Urziceni (Satu Mare) / Schinal. V českých vesnicích na jihu rumunského Banátu se dochovaly zbytky tradiční české materiální a zvláště duchovní kultury. V Rovensku se koná 11. listopadu svatomartinské posvícení. Připadne-li svátek světce na pondělí, úterý nebo středu, pak se slaví posvícení v neděli a v pondělí tuto středu předcházející, připadne-li na čtvrtek nebo pátek, slaví se v neděli a v pondělí následující.

### Česká republika
Také v České republice docházelo po roce 1989 k postupnému navazování na zapomenuté či komunistickou stranou potlačované tradice. Svátek svatého Martina každoročně přináší řadu kulturních akcí. Ve vinařských oblastech koštují a žehnají Svatomartinská vína, například v Mikulově, Čejkovicích, Mutěnicích, Dubňanech, Svatobořicích, Mistříně, Hovoranech, Šardicích, Uherském Hradišti, jinde se návštěvníci měst setkají s festivaly či degustacemi Svatomartinských vín (Český Krumlov, Olomouc, Brno, Praha), pojídají se svatomartinské husy i rohlíčky, do ulic vyráží svatomartinské průvody, někde spojené s lampionovým průvodem (v Horní Plané, Kutné Hoře, Nejdku, Královském Poříčí, Trutnově, Litomyšli, Svitavách, Jihlavě, Třebíči, Brně). Součástí oslav jsou také „Svatomartinské hody” a posvícení (například Praha, zámek Loučeň, zámek Berchtold) a svatomartinské jarmarky.
Tradice svatomartinských rohlíčků souvisí s tím, že na den svatého Martina čeledínům končila služba. Když jim hospodář neprodloužil smlouvu, dávala jim hospodářka na odchodnou právě svatomartinské rohlíčky. Z tohoto důvodu se jim někdy přezdívalo též vandovnice. Tradičně byly z kynutého těsta s ořechovou či makovou náplní.
Na základních školách probíhají v rámci vzdělávacího programu projekty, seznamující s postavou svatého Martina a udržovanými tradicemi, např. v roce 2009 „Projekt Svatý Martin”, jehož cílem bylo „seznámit žáky se způsobem života v minulosti, odhalit „zákulisí" některých tradic, zvyklostí, pomocí pranostik ozřejmit dřívější užší spjatost člověka s přírodou a připomenout významnou osobnost evropských dějin.” Časté jsou charitativní akce a ve farnostech s kostely zasvěcenými svatému Martinu slavnostní mše svaté. Součástí Evropské kulturní stezky svatého Martina je úsek „Via Moravia” (Szombathely – Starý Poddvorov, Násedlovice, Dambořice, Luleč, Blansko, Dolní Loučky, Rosice u Brna, Zbýšov, Třebíč, Žerotice, Šatov, Znojmo, Biskupice, Kralice nad Oslavou) a „Via Bohemia” (Kralice nad Oslavou, Jámy, Bory, Jezdovice, Třešť, Čáslavice, Budkov, Střížov, Český Krumlov, Nicov).
Například v Blansku, které se od roku 2008 nachází na severní větvi Evropské kulturní svatomartinské stezky, resp. té její části, která nese jméno Via Moravia, se nalézá kostel sv. Martina, jenž je spolu s třebíčským farním kostelem nejvýznamnější sakrální památkou, která je na našem území do projektu stezky zapojena. Blanenský kostel sv. Martina je poprvé písemně zmíněn roku 1136 a jeho zasvěcení pravděpodobně souvisí s vazbami biskupa Jindřicha Zdíka na tehdejší Francii a tamní silný martinský kult. Farnost se pravidelně spoluúčastní blanenského „Vítání svatého Martina” (též vydává farní časopis „Plášť sv. Martina”), oblastní Charita Blansko (Centrum pro matku a dítě) pořádá „Pochod světýlek ke sv. Martinovi” a Katolický dům „martinské hody”, součástí je i mnoho kulturních nabídek přímo v kostele, které v neděli završuje mše svatá za doprovodu martinských písní.
„Na věži kostela, svatého Martina,
zvony zní radostí, že všecka rodina
sešla se pozdravit našeho patrona.
Koho-to, no přece svatého Martina.
Refrén

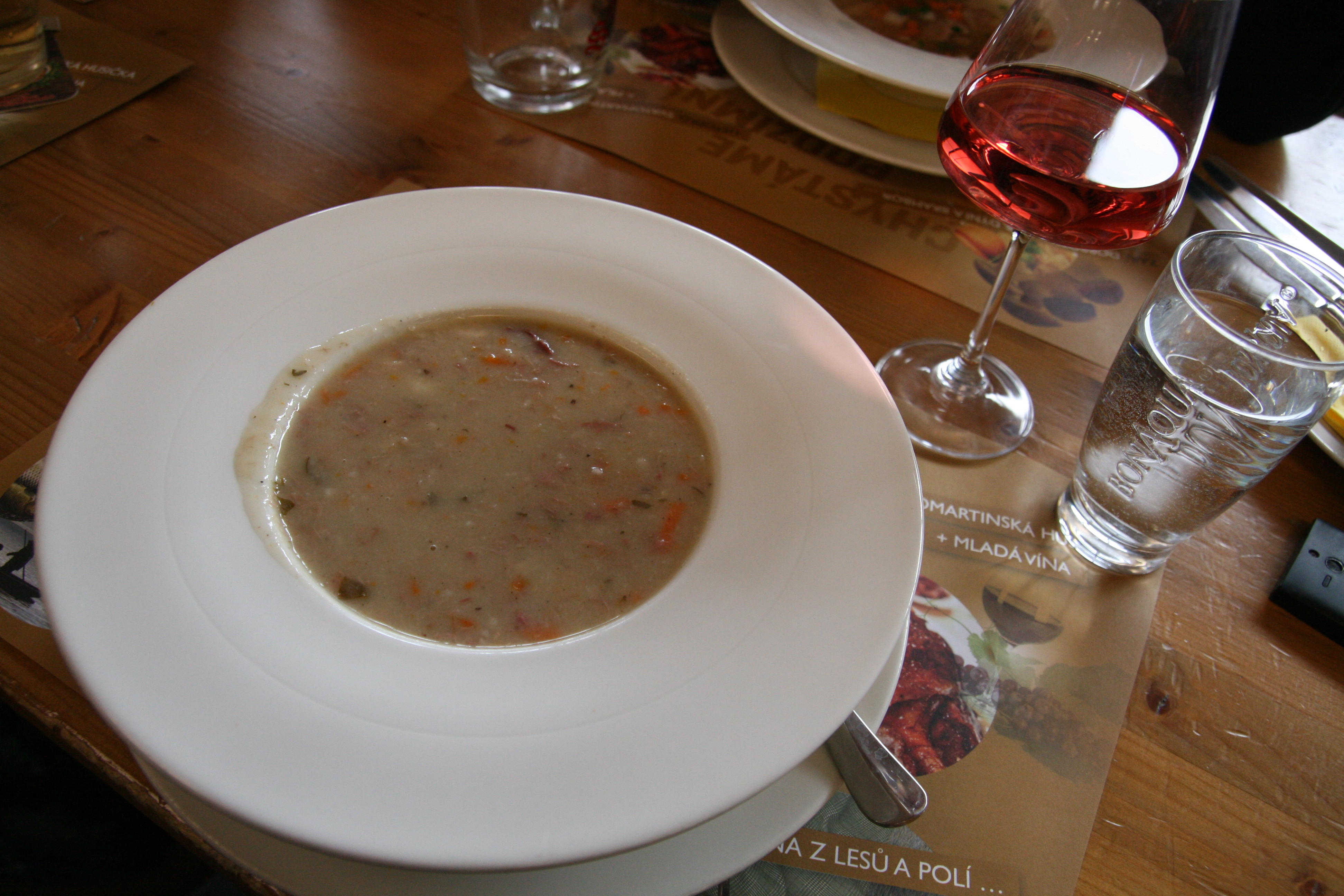
Tradiční husí polévka „kaldoun” (vývar z husích drobů) a Svatomartinské víno, Brno-Medlánky, 2016

S Tebou svatý Martine, vroucně Boha prosíme,
bychom také štědří byli, Láskou k druhým nešetřili – aleluja, aleluja.”
Úryvek „Písně pro svatého Martina”, farnost Blansko